# Palcoscenico (film)
Palcoscenico (Stage Door) è un film del 1937 diretto da Gregory La Cava.

## Trama
New York, 1937. In una pensione femminile riservata ad aspiranti artiste del mondo dello spettacolo, alcune giovani attrici vedono intrecciarsi i loro destini. Un giorno giunge alla pensione Terry Randall, una ragazza piena di sé e, a giudicare dal suo ricchissimo guardaroba, alla ricerca di una scrittura non certo per scampare alla fame, come la maggior parte delle altre, che dunque non la prendono in simpatia. Destino vuole che divida la stanza con l'impertinente Jean, appena scritturata per un numero di ballo con la sua compagna di duo Annie, ma di fatto entrata nelle grazie dell'impresario Powell, ormai stufo della compagnia di Linda, altra artista pensionante.
Kay, l'attrice più dotata di tutte, è sul punto di ottenere la parte principale per una nuova commedia ma il facoltoso padre di Terry, all'insaputa di tutti, decide di finanziare la rappresentazione a patto che Powell assegni a sua figlia quel ruolo. L'uomo conta sul fatto che la figlia, non essendo minimamente preparata, andrà incontro ad un fiasco colossale e così, perso ogni entusiasmo verso il suo sogno di fare l'attrice, tornerà a casa. Jean esce con Powell ma viene presto liquidata non essendo il tipo di ragazza che lui cercava. 
Terry è contenta che l'amica segua altre strade per arrivare al successo, ma Jean se la prende con lei che le ha fatto intendere di averle soffiato l'impresario che in realtà le va dietro solo perché preoccupato per l'esito della commedia, per la quale pare inadeguata. Kay, che contava su quella parte anche per risolvere i suoi problemi economici, la sera della prima, dopo aver dato consigli utili a Terry su come affrontare il palco e interpretare al meglio quel ruolo che sentiva suo, mette fine alle sue sofferenze suicidandosi. 
Sconvolta dalla tragica notizia, con Jean e le altre che la additano per aver occupato il ruolo che doveva essere di Kay, Terry vorrebbe mollare tutto. L'esperta Catherine la convince a non mollare, anche per rispettare le ultime volontà della stessa Kay. Così Terry, in preda alla commozione, recita la propria parte in maniera magistrale e coinvolgente. Nel suo discorso finale al pubblico, a sipario chiuso, mette via la sua arroganza omaggiando Kay, conquistandosi così le simpatie di tutte le altre che finalmente la accettano come una di loro. La commedia ha un grandissimo successo e numerose repliche in più teatri. A dispetto della sua famiglia, Terry continuerà a fare l'attrice e frequentare la pensione che le ha dato fortuna, e nella quale si succedono nuove ragazze e, sicuramente, nuove storie.

## Distribuzione
- Distribuito dalla RKO
- Prima (Usa): 8 ottobre 1937

### Canzoni
- Put Your Heart Into Your Feet and Dance di Hal Borne e Mort Greene

## Riconoscimenti
- Premio Oscar:
  - Candidatura al premio per il miglior film
  - Candidatura al premio per il miglior regista (Gregory La Cava)
  - Candidatura al premio per la miglior attrice non protagonista (Andrea Leeds)
  - Candidatura al premio per la miglior sceneggiatura (Morrie Ryskind e Anthony Veiller)
- 1937 - New York Film Critics Circle Awards
  - Miglior regia (Gregory La Cava)

Nel 1937 il National Board of Review of Motion Pictures l'ha inserito nella lista dei migliori dieci film dell'anno.